# Azucsi vasútállomás
Az Azucsi vasútállomás (japánul 安土駅, Azucsi-eki) a japán Siga prefektúrabeli Azucsi vasútállomása.

## Vonalak
- West Japan Railway Company
  - Bivako-vonal